# Union Mertert-Wasserbillig
El Union Mertert-Wasserbillig es un equipo de fútbol de Luxemburgo que juega en la Primera División de Luxemburgo, la tercera categoría de fútbol en el país.

## Historia
Fue fundado en 1994 en la ciudad de Mertert a raíz de la fusión de los equipos US Mertert y FC Jeunesse Wasserbillig, consiguiendo su primer ascenso a la Éirepromotioun para la temporada 2004/05 y han participado en la Copa de Luxemburgo en varias ocasiones.
Luego de descender de la segunda categoría en su primera temporada, el club regresó para la temporada 2008/09, aunque volvieron a descender en una temporada.

## Jugadores

### Jugadores destacados
- Sacha Schneider
- Zarko Lukic